# Жак, Карой
Ка́рой Жак (венг. Zsák Károly; 30 августа 1895, Будапешт — 2 ноября 1944, Будапешт) — венгерский футбольный вратарь.

## Биография
Выступал в любительских футбольных клубах, но это не помешало ему стать вратарём сборной Венгрии. По мнению большинства болельщиков того времени, был самым известным вратарём. У него была идеальная фигура и исключительные способности для того, чтобы он мог защищать вратарскую позицию. Его основные характерные черты заключались в гармоничном и эстетическом движении на стадионе и смелости и скорости как у леопарда. Техника с мячом у него была развита на высоком уровне. Был примером для большинства венгерских вратарей, которые восхищались его искусством.
В национальную сборную Венгрии попал в 1912 году, когда ему было 17 лет. В 1913 году был назван лучшим футболистом года в Венгрии. Был в составе сборной на Олимпийских играх 1912 года и 1924, но в этих турнирах не сыграл ни одного матча, так как был в запасе.
В начале 1920-х годов получил травму: свернул себе палец на одной из рук, который пришлось ампутировать, но это ему не помешало защищать ворота и с четырьмя пальцами на руке.
В течение 13 лет защищал ворота сборной, но были и моменты когда он не мог выступать за сборную по причинам травм. В 1927 году, из-за состояния здоровья, врачи не позволили Карою продолжить карьеру в сборной Венгрии. Всего провёл за сборную 30 матчей.
В 1944 году, во время одного матча, настолько был рассержен на арбитра, который назначил штрафной в его ворота, что у Жака лопнул сосуд в сердце, что и привело к его смерти.